# Соната над озером
«Соната над озером» (латыш. «Ezera sonāte»), СССР, 1976 — художественный фильм, мелодрама. Фильм снят по роману Регины Эзеры «Колодец».

## Сюжет
Рич, муж учительницы Лауры, оказался в заключении из-за несчастного случая на охоте. Хирург Рудольф, запутавшийся в собственной жизни, приезжает в родную деревню. Рудольф встречает Лауру. Вспыхивает любовь, но им не суждено быть вместе…

## В ролях
- Астрида Кайриша — Лаура
- Гунар Цилинский — Рудольф
- Лилита Озолиня — Вия
- Гирт Яковлев — Рич
- Лидия Фреймане — Альвина
- Эвалдс Валтерс — Эйдис
- Эгил Весерис — Марис
- Инета Апога — Зайга

## Награды
- Главный приз X Всесоюзного кинофестиваля в Риге (1977).